# Galium flavescens
Galium flavescens är en måreväxtart som beskrevs av Vincze von Borbás och Lajos von Simonkai. Galium flavescens ingår i släktet måror, och familjen måreväxter. Inga underarter finns listade i Catalogue of Life.